# 胜丰镇
胜丰镇，是中华人民共和国内蒙古自治区巴彦淖尔市五原县下辖的一个乡镇级行政单位。

## 行政区划
胜丰镇下辖以下地区：
新红村、新华村、西圪梁村、新丰村、三黄保村、新胜村、红隆永村、夹道子村、美联村、明丰村、明星村、明联村、美星村和美丰村。